# Amanda Sans
Amanda Sans és realitzadora, guionista i productora independent en l'àmbit del documental de creació i també en publicitat, projectes culturals audiovisuals i vídeo corporatiu.
Llicenciada en Periodisme per la Universitat Pompeu Fabra (UPF), diplomada en Història per la Universitat Autònoma de Barcelona i màster en Documental de Creació de l'IDEC, UPF. Després d'anys treballant i col·laborant com a periodista a diversos mitjans de comunicació (TV3, Telecinco, La Vanguardia, Betevé, Diari de Terrassa, Ràdio Sant Cugat) i viatjant pel món cobrint conflictes internacionals com a Cap de Premsa i Audiovisual de Metges Sense Fronteres, l'any 2004, dona un gir a la seva carrera per orientar-se cap a la narrativa de no ficció. Des d'aleshores ha escrit i dirigit més d'una desena de documentals per a cinema, televisió i plataformes digitals. Una de les seves darreres pel·lícules, OSO, es va estrenar al Festival de Cinema de Sant Sebastià al setembre de 2020. Ha escrit, dirigit i col·laborat en documentals per Apple TV+, Amazon Prime Video, NETFLIX, ARTE, TVE, TV3, Canal Plus, Movistar +, Cuatro, Betevé i Olympic Channel.
Ha estat professora d'Eines Audiovisuals a La Bonne al 2023.